# Detección de colisiones
La Detección de Colisiones es el método utilizado por algunos videojuegos 
para detectar si dos objetos (Sprites) han colisionado. La detección puede ser por 
área o píxel a píxel:
- Por Área: los objetos ocupan un área, rectangular o circular, cuando dos de estas áreas se superponen hay una colisión.
- Píxel a Píxel: Los objetos ocupan un área rectangular, pero tienen una máscara que define qué píxeles son visibles. Primero se realiza una detección de colisión de área, luego, si hubo colisión, se realiza una detección píxel a píxel entre los píxeles superpuestos de ambos objetos. Si existen dos píxeles superpuestos, y ambos son visibles, entonces hay una colisión.

- Datos: Q1550329